# بیت عبود

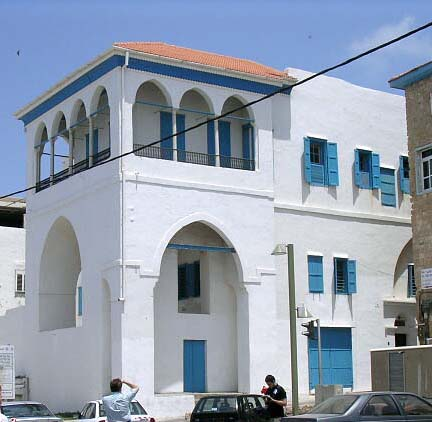
بیت عبود

بیت عبّود، خانه‌ای تاریخی در شهر عکا و از زیارت‌گاه‌های بهائیان است. بهاءالله، شارع دیانت بهائی مدتی حصر خانگی بود و در آن خانه به اجبار اقامت داشت. در سال ۱۸۷۳ میلادی، بهاءالله کتاب اقدس را که مقدس‌ترین کتاب بهائیان است را در بیت عبود نوشت . این کتاب شامل احکام و قوانین آئین بهائی است.

## تاریخچه
الیاس عبّود، صاحب خانۀ مجاور بیت عودی خمّار، که بهاءالله در آن اقامت داشت، دیواری را که دو خانه را از هم جدا کرده بود، از بین برد تا خانۀ مناسب‌تری برای بهاءالله و خانوادۀ ایشان فراهم کند.
امروزه سکونت‌گاهی که از ترکیب این دو خانه به دست آمد، بیت عبّود نامیده می‌شود.